# Cecilia Stetskiv
Cecilia Stetskiv (Rzeszów, 22 novembre 1991) è una marciatrice italiana.
In carriera ha vinto un titolo italiano e conseguito una presenza nella Nazionale italiana di atletica leggera; ha inoltre vinto diversi podi nei campionati italiani.

## Biografia
Conquista il bronzo nella classifica a squadre nel 2010, nella Coppa del mondo di marcia a Chihuahua in Messico.
Nel 2008 vince l'argento ai campionati italiani indoor di Ancona.
Nel 2010 si classifica terza ai campionati italiani indoor di Ancona.
Nel 2012 si classifica terza ai campionati italiani outdoor a Misano Adriatico e conquista l'argento ai campionati italiani universitari a Messina.
Nel 2013 vince il titolo italiano nella 20 km su strada a Molfetta e si classifica terza ai campionati italiani universitari a Cassino.
Nel 2014 corre la sua ultima gara ai campionati italiani di Rovereto, giungendo quarta assoluta al traguardo. 
Consegue la laurea in Scienze Motorie nel 2016. 
Nel 2019 si laurea in Economia e Finanza.